# Brända av solen 2
Brända av solen 2 (ryska: Утомлённые солнцем 2) är en rysk dramafilm från 2010 regisserad av Nikita Michalkov. Filmen består av två delar, Exodus (Предстояние) och Citadel (Цитадель). Filmen är en uppföljare till Brända av solen från 1994, också regisserad av Michalkov.
Brända av solen 2 utspelar sig under andra världskriget.

## Roller
- Nikita Michalkov - Col. Sergei Petrovich Kotov
- Oleg Mensjikov - Mitya
- Michail Olegovitj Jefremov
- Dmitrij Dyuzjev
- Vladimir Adolfovitj Ilyin - Kirik
- Nadezjda Michalkova - Nadya
- Andrey Panin
- Sergei Makovetskij
- Viktoria Tolstoganova - Marusia
- Angelina Mirimskaja
- Tagir Rachimov - Cameo